# Liste des députés européens de la 2e législature

Les deuxièmes élections européennes au suffrage universel direct ont lieu en juin 1984. Les citoyens élisent 434 députés européens dans dix pays pour un mandat de cinq ans.
En 1986, l'Espagne et le Portugal rejoignent les Communautés européennes. Ils élisent respectivement 60 et 24 députés l'année suivante, ce qui porte le total des députés européens de la deuxième législature à 518.

## Composition du Parlement européen
| Groupe politique                   | Groupe politique                   | Groupe politique                       | Tendance majoritaire               | Députés   | Députés   |
| Groupe politique                   | Groupe politique                   | Groupe politique                       | Tendance majoritaire               | 1984-1986 | 1986-1989 |
| ---------------------------------- | ---------------------------------- | -------------------------------------- | ---------------------------------- | --------- | --------- |
|                                    | SOC                                | Socialiste                             | Socialiste, social-démocrate       | 118       | 165       |
|                                    | PPE                                | Parti populaire européen               | Démocrate-chrétien, libéral        | 103       | 115       |
|                                    | DE                                 | Démocrates européens                   | Conservateur, libéral              | 46        | 66        |
|                                    | COM                                | Communiste et apparentés               | Communiste, eurocommuniste         | 42        | 49        |
|                                    | LDR                                | Libéral, démocratique et réformateur   | Libéral, fédéraliste               | 25        | 43        |
|                                    | RDE                                | Rassemblement des démocrates européens | Conservateur, nationaliste         | 25        | 29        |
|                                    | ARC                                | Arc-en-ciel                            | Écologiste, régionalisme           | 18        | 20        |
|                                    | GDE                                | Droites européennes                    | Nationaliste, eurosceptique        | 17        | 17        |
|                                    |                                    |                                        |                                    |           |           |
| Total de députés membre de groupes | Total de députés membre de groupes | Total de députés membre de groupes     | Total de députés membre de groupes | 428       | 504       |
|                                    | Députés non-inscrits               | Députés non-inscrits                   | Députés non-inscrits               | 6         | 14        |
|                                    |                                    |                                        |                                    |           |           |
| Total des sièges pourvus           | Total des sièges pourvus           | Total des sièges pourvus               | Total des sièges pourvus           | 434       | 518       |

## Liste
Sauf mention contraire, le mandat des députés débute le 24 juillet 1984 et se termine le 24 juillet 1989.
| Nom | Parti                                               | Groupe parlementaire | Circonscription d'élection |
| --- | --------------------------------------------------- | -------------------- | -------------------------- |
| Jean-Pierre Abelin                                                                                         | Union pour la démocratie française                  | PPE                  | France                     |
| Victor Abens                                                                                               | Parti ouvrier socialiste luxembourgeois             | SOC                  | Luxembourg                 |
| Carlos Aboim Inglez à partir du 14 septembre 1987                                                          | Parti communiste portugais                          | COM                  | Portugal                   |
| Gordon J. Adam                                                                                             | Parti travailliste                                  | SOC                  | Royaume-Uni                |
| Dimítrios Adámou jusqu'au 18 septembre 1987                                                                | Parti communiste de Grèce                           | COM                  | Grèce                      |
| Jochen van Aerssen                                                                                         | Union chrétienne-démocrate d'Allemagne              | PPE                  | Allemagne                  |
| Heinrich Aigner jusqu'au 24 mars 1988                                                                      | Union chrétienne-sociale en Bavière                 | PPE                  | Allemagne                  |
| Alékos Alavános                                                                                            | Parti communiste de Grèce                           | COM                  | Grèce                      |
| Siegbert Alber                                                                                             | Union chrétienne-démocrate d'Allemagne              | PPE                  | Allemagne                  |
| Jean-Marie Alexandre à partir du 9 septembre 1987                                                          | Parti socialiste                                    | SOC                  | France                     |
| Rui Manuel Almeida Mendes 1er janvier 1986 — 13 septembre 1987                                             | Parti social-démocrate                              | LIB                  | Portugal                   |
| Giorgio Almirante jusqu'au 23 mai 1988                                                                     | Mouvement social italien - Droite nationale         | GDE                  | Italie                     |
| José María Alvarez de Eulate Peñaranda 1er janvier 1986 — 5 juillet 1987 à partir du 6 juillet 1987        | Alianza Popular                                     | DE                   | Espagne                    |
| José Álvarez de Paz 1er janvier 1986 — 5 juillet 1987 à partir du 6 juillet 1987                           | Parti socialiste ouvrier espagnol                   | SOC                  | Espagne                    |
| Giuseppe Amadei                                                                                            | Parti social-démocrate italien                      | SOC                  | Italie                     |
| Rui Amaral 13 février 1986 — 13 septembre 1987 à partir du 14 septembre 1987                               | Parti social-démocrate                              | LIB                  | Portugal                   |
| Werner Amberg à partir du 13 février 1987                                                                  | Parti social-démocrate d'Allemagne                  | SOC                  | Allemagne                  |
| Geórgios Anastasópoulos                                                                                    | Nouvelle Démocratie                                 | PPE                  | Grèce                      |
| Hedy d'Ancona                                                                                              | Parti travailliste                                  | SOC                  | Pays-Bas                   |
| Ettore Giovanni Andenna à partir du 2 février 1987                                                         | Parti social-démocrate italien                      | SOC                  | Italie                     |
| Anne André-Léonard à partir du 12 novembre 1985                                                            | Parti réformateur libéral                           | LIB                  | Belgique                   |
| Niall Andrews                                                                                              | Fianna Fáil                                         | RDE                  | Irlande                    |
| Magdeleine Anglade                                                                                         | Centre national des indépendants et paysans         | RDE                  | France                     |
| Dario Antoniozzi                                                                                           | Démocratie chrétienne                               | PPE                  | Italie                     |
| Bernard Antony                                                                                             | Front national                                      | GDE                  | France                     |
| Víctor Manuel Arbeloa Muru 1er janvier 1986 — 5 juillet 1987 à partir du 6 juillet 1987                    | Parti socialiste ouvrier espagnol                   | SOC                  | Espagne                    |
| Pedro Argüelles Salaverria à partir du 6 juillet 1987                                                      | Alianza Popular                                     | DE                   | Espagne                    |
| Miguel Arias Cañete 1er janvier 1986 — 5 juillet 1987 à partir du 6 juillet 1987                           | Alianza Popular                                     | DE                   | Espagne                    |
| Rudi Arndt                                                                                                 | Parti social-démocrate d'Allemagne                  | SOC                  | Allemagne                  |
| Evángelos Avéroff jusqu'au 27 juillet 1984                                                                 | Nouvelle Démocratie                                 | PPE                  | Grèce                      |
| Paraskevás Avgerinós                                                                                       | Mouvement socialiste panhellénique                  | SOC                  | Grèce                      |
| Jean-Paul Bachy jusqu'au 23 juin 1988                                                                      | Parti socialiste                                    | SOC                  | France                     |
| Monique Badénès à partir du 6 janvier 1989                                                                 | Union pour la démocratie française                  | PPE                  | France                     |
| Gianni Baget Bozzo                                                                                         | Parti socialiste italien                            | SOC                  | Italie                     |
| Louis Baillot à partir du 30 avril 1986                                                                    | Parti communiste français                           | COM                  | France                     |
| Richard A. Balfe                                                                                           | Parti travailliste                                  | SOC                  | Royaume-Uni                |
| Francisco Pinto Balsemão 1er janvier 1986 — 12 janvier 1986                                                | Parti social-démocrate                              | LIB                  | Portugal                   |
| Juan María Bandrés Molet 1er janvier 1986 — 5 juillet 1987                                                 | Grupo Mixto Congreso                                | ARC                  | Espagne                    |
| Mary Banotti                                                                                               | Fine Gael                                           | PPE                  | Irlande                    |
| Carla Barbarella                                                                                           | Parti communiste italien                            | COM                  | Italie                     |
| Otto Bardong                                                                                               | Union chrétienne-démocrate d'Allemagne              | PPE                  | Allemagne                  |
| Enrique Barón 1er janvier 1986 — 5 juillet 1987 à partir du 6 juillet 1987                                 | Parti socialiste ouvrier espagnol                   | SOC                  | Espagne                    |
| Carlos Barral Agesta 1er janvier 1986 — 5 juillet 1987                                                     | Parti socialiste ouvrier espagnol                   | SOC                  | Espagne                    |
| Sylvester Barrett                                                                                          | Fianna Fáil                                         | RDE                  | Irlande                    |
| José Barros Moura 1er janvier 1986 — 13 septembre 1987 à partir du 14 septembre 1987                       | Parti communiste portugais                          | COM                  | Portugal                   |
| Roberto Barzanti                                                                                           | Parti communiste italien                            | COM                  | Italie                     |
| Robert Batailly à partir du 7 janvier 1989                                                                 | Parti radical                                       | LIB                  | France                     |
| Robert C. Battersby                                                                                        | Parti conservateur et unioniste                     | DE                   | Royaume-Uni                |
| Dominique Baudis jusqu'au 20 juin 1988                                                                     | Union pour la démocratie française                  | PPE                  | France                     |
| Denis Baudouin                                                                                             | Rassemblement pour la République                    | RDE                  | France                     |
| Charles Baur à partir du 12 décembre 1986                                                                  | Union pour la démocratie française                  | LIB                  | France                     |
| Bernardo Bayona Aznar 1er janvier 1986 — 5 juillet 1987                                                    | Parti socialiste ouvrier espagnol                   | SOC                  | Espagne                    |
| Christopher Beazley                                                                                        | Parti conservateur et unioniste                     | DE                   | Royaume-Uni                |
| Peter Beazley                                                                                              | Parti conservateur et unioniste                     | DE                   | Royaume-Uni                |
| Hans-Joachim Beckmann à partir du 15 août 1988                                                             | Parti social-démocrate d'Allemagne                  | SOC                  | Allemagne                  |
| Luis Filipe Pais Beirôco 1er janvier 1986 — 13 septembre 1987                                              | Parti populaire                                     | PPE                  | Portugal                   |
| Maria Belo à partir du 1er mars 1988                                                                       | Parti socialiste                                    | SOC                  | Portugal                   |
| Carlos Manuel Bencomo Mendoza 1er janvier 1986 — 5 juillet 1987                                            | Grupo Mixto Senado                                  | LIB                  | Espagne                    |
| Gérard Benhamou à partir du 9 septembre 1987                                                               | Parti radical                                       | LIB                  | France                     |
| Pierre Bernard-Reymond jusqu'au 4 décembre 1986                                                            | Centre des démocrates sociaux                       | PPE                  | France                     |
| Giovanni Bersani                                                                                           | Démocratie chrétienne                               | PPE                  | Italie                     |
| Jean Besse                                                                                                 | Parti socialiste                                    | SOC                  | France                     |
| Nicholas Bethell                                                                                           | Parti conservateur et unioniste                     | DE                   | Royaume-Uni                |
| Enzo Bettiza                                                                                               | Parti libéral italien                               | LIB                  | Italie                     |
| Bouke Beumer                                                                                               | Appel chrétien-démocrate                            | PPE                  | Pays-Bas                   |
| Luc Beyer de Ryke                                                                                          | Parti réformateur libéral                           | LIB                  | Belgique                   |
| John Bird à partir du 5 mars 1987                                                                          | Parti travailliste                                  | SOC                  | Royaume-Uni                |
| Philipp von Bismarck                                                                                       | Union chrétienne-démocrate d'Allemagne              | PPE                  | Allemagne                  |
| Birgit Bjørnvig à partir du 1er septembre 1987                                                             | Mouvement populaire contre la Communauté européenne | ARC                  | Danemark                   |
| Undine-Uta Bloch von Blottnitz                                                                             | Alliance 90/Les Verts                               | ARC                  | Allemagne                  |
| Roland Blum à partir du 20 mars 1986 jusqu'au 3 avril 1987                                                 | Union pour la démocratie française                  | LIB                  | France                     |
| Erik Bernhard Blumenfeld                                                                                   | Union chrétienne-démocrate d'Allemagne              | PPE                  | Allemagne                  |
| Reinhold L. Bocklet                                                                                        | Union chrétienne-sociale en Bavière                 | PPE                  | Allemagne                  |
| Jørgen Bøgh jusqu’au 31 août 1987                                                                          | Mouvement populaire contre la Communauté européenne | ARC                  | Danemark                   |
| Alfons Boesmans à partir du 4 novembre 1985                                                                | Parti socialiste                                    | SOC                  | Belgique                   |
| Alain Bombard                                                                                              | Parti socialiste                                    | SOC                  | France                     |
| Aldo Bonaccini                                                                                             | Parti communiste italien                            | COM                  | Italie                     |
| Jens-Peter Bonde                                                                                           | Mouvement populaire contre la Communauté européenne | ARC                  | Danemark                   |
| Margherita Boniver à partir du 15 septembre 1987                                                           | Parti socialiste italien                            | SOC                  | Italie                     |
| Elise Boot                                                                                                 | Appel chrétien-démocrate                            | PPE                  | Pays-Bas                   |
| Franco Borgo                                                                                               | Démocratie chrétienne                               | PPE                  | Italie                     |
| Bodil Boserup                                                                                              | Parti populaire socialiste                          | COM                  | Danemark                   |
| Ioánnis Boútos                                                                                             | Nouvelle Démocratie                                 | RDE                  | Grèce                      |
| Ursula Braun-Moser                                                                                         | Union chrétienne-démocrate d'Allemagne              | PPE                  | Allemagne                  |
| Georges de Brémond d'Ars à partir du 9 septembre 1989                                                      | Union pour la démocratie française                  | LIB                  | France                     |
| Jürgen Brinckmeier jusqu'au 28 novembre 1984                                                               | Parti social-démocrate d'Allemagne                  | SOC                  | Allemagne                  |
| José Antonio Brito Apolonia 1er janvier 1986 — 13 septembre 1987                                           | Parti communiste portugais                          | COM                  | Portugal                   |
| Elmar Brok                                                                                                 | Union chrétienne-démocrate d'Allemagne              | PPE                  | Allemagne                  |
| Beata Ann Brookes                                                                                          | Parti conservateur et unioniste                     | DE                   | Royaume-Uni                |
| Paulin Bruné />à partir du 2 avril 1986 jusqu'au 30 juin 1986                                              | Union pour la démocratie française                  | RDE                  | France                     |
| Carlos María Bru Purón 1er janvier 1986 — 5 juillet 1987 à partir du 6 juillet 1987                        | Parti socialiste ouvrier espagnol                   | SOC                  | Espagne                    |
| Janey Buchan                                                                                               | Parti travailliste                                  | SOC                  | Royaume-Uni                |
| Hubert Jean Buchou à partir du 4 avril 1987                                                                | Rassemblement pour la République                    | RDE                  | France                     |
| José Miguel Bueno Vicente 1er janvier 1986 — 5 juillet 1987 à partir du 6 juillet 1987                     | Parti socialiste ouvrier espagnol                   | SOC                  | Espagne                    |
| Martine Buron à partir du 1er juillet 1988                                                                 | Parti socialiste                                    | SOC                  | France                     |
| Antonino Buttafuoco                                                                                        | Mouvement social italien - Droite nationale         | GDE                  | Italie                     |
| Esteban Caamaño Bernal 1er janvier 1986 — 5 juillet 1987 à partir du 6 juillet 1987                        | Parti socialiste ouvrier espagnol                   | SOC                  | Espagne                    |
| Pío Cabanillas Gallas 1er janvier 1986 — 5 juillet 1987 à partir du 6 juillet 1987                         | Alianza Popular                                     | DE                   | Espagne                    |
| Jesús Cabezón Alonso 1er janvier 1986 — 5 juillet 1987 à partir du 6 juillet 1987                          | Parti socialiste ouvrier espagnol                   | SOC                  | Espagne                    |
| José Cabrera Bazan 1er janvier 1986 — 5 juillet 1987 à partir du 6 juillet 1987                            | Parti socialiste ouvrier espagnol                   | SOC                  | Espagne                    |
| Leopoldo Calvo-Sotelo 1er janvier 1986 — 5 juillet 1987                                                    | Union du centre démocratique                        | PPE                  | Espagne                    |
| Michel de Camaret jusqu'au 24 juin 1987                                                                    | Front national                                      | GDE                  | France                     |
| Jorge Campinos 1er janvier 1986 — 13 septembre 1987 à partir du 14 septembre 1987 jusqu'au 20 février 1988 | Parti socialiste                                    | SOC                  | Portugal                   |
| Eusebio Cano Pinto 1er janvier 1986 — 5 juillet 1987 à partir du 6 juillet 1987                            | Parti socialiste ouvrier espagnol                   | SOC                  | Espagne                    |
| Antonio Nicola Cantalamessa à partir du 1er septembre 1988                                                 | Mouvement social italien - Droite nationale         | GDE                  | Italie                     |
| Manuel Cantarero del Castilla 1er janvier 1986 — 5 juillet 1987                                            | Coalición Popular                                   | DE                   | Espagne                    |
| Alain Carignon jusqu'au 19 mars 1986                                                                       | Rassemblement pour la République                    | RDE                  | France                     |
| Angelo Carossino                                                                                           | Parti communiste italien                            | COM                  | Italie                     |
| José Vicente Carvalho Cardoso à partir du 14 septembre 1987                                                | Centre démocratique et social                       | PPE                  | Portugal                   |
| Carlo Casini                                                                                               | Démocratie chrétienne                               | PPE                  | Italie                     |
| Jean-Pierre Cassabel à partir du 1er juillet 1986 jusqu'au 28 octobre 1987                                 | Rassemblement pour la République                    | RDE                  | France                     |
| Maria Luisa Cassanmagnago Cerretti                                                                         | Démocratie chrétienne                               | PPE                  | Italie                     |
| Bryan Cassidy                                                                                              | Parti conservateur et unioniste                     | DE                   | Royaume-Uni                |
| Luciana Castellina                                                                                         | Parti communiste italien                            | COM                  | Italie                     |
| Barbara Castle                                                                                             | Parti travailliste                                  | SOC                  | Royaume-Uni                |
| Fred Catherwood                                                                                            | Parti conservateur et unioniste                     | DE                   | Royaume-Uni                |
| Marco Cellai à partir du 7 octobre 1988                                                                    | Mouvement social italien - Droite nationale         | GDE                  | Italie                     |
| Giovanni Cervetti                                                                                          | Parti communiste italien                            | COM                  | Italie                     |
| Dominique Chaboche jusqu'au 15 avril 1986                                                                  | Front national                                      | GDE                  | France                     |
| Robert Chambeiron                                                                                          | Union progressiste                                  | COM                  | France                     |
| Raphaël M.G. Chanterie                                                                                     | Parti populaire chrétien                            | PPE                  | Belgique                   |
| Gisèle Charzat                                                                                             | Parti socialiste                                    | SOC                  | France                     |
| Mauro Chiabrando                                                                                           | Démocratie chrétienne                               | PPE                  | Italie                     |
| Roger Chinaud jusqu'au 3 avril 1989                                                                        | Parti républicain                                   | LIB                  | France                     |
| Vittorino Chiusano                                                                                         | Démocratie chrétienne                               | PPE                  | Italie                     |
| Louis Chopier à partir du 21 juillet 1988                                                                  | Parti socialiste                                    | SOC                  | France                     |
| Nicole Chouraqui jusqu'au 1er septembre 1987                                                               | Rassemblement pour la République                    | RDE                  | France                     |
| Ib Christensen                                                                                             | Mouvement populaire contre la Communauté européenne | ARC                  | Danemark                   |
| Ejner Hovgård Christiansen                                                                                 | Social-démocratie                                   | SOC                  | Danemark                   |
| Efthýmios Christodoúlou                                                                                    | Nouvelle Démocratie                                 | PPE                  | Grèce                      |
| Michelangelo Ciancaglini jusqu'au 6 juin 1988                                                              | Démocratie chrétienne                               | PPE                  | Italie                     |
| Maria Lisa Cinciari Rodano                                                                                 | Parti communiste italien                            | COM                  | Italie                     |
| Mark Clinton                                                                                               | Fine Gael                                           | PPE                  | Irlande                    |
| Robert Cohen                                                                                               | Parti travailliste                                  | SOC                  | Pays-Bas                   |
| António Antero Coimbra Martins 1er janvier 1986 — 13 septembre 1987 à partir du 14 septembre 1987          | Parti socialiste                                    | SOC                  | Portugal                   |
| Juan Luis Colino Salamanca 1er janvier 1986 — 5 juillet 1987 à partir du 6 juillet 1987                    | Parti socialiste ouvrier espagnol                   | SOC                  | Espagne                    |
| Michel Collinot                                                                                            | Front national                                      | GDE                  | France                     |
| Kenneth Collins                                                                                            | Parti travailliste                                  | SOC                  | Royaume-Uni                |
| Joan Colom i Naval 1er janvier 1986 — 5 juillet 1987 à partir du 6 juillet 1987                            | Parti socialiste ouvrier espagnol                   | SOC                  | Espagne                    |
| Michele Columbu                                                                                            | Union valdôtaine - Parti sarde d'action             | ARC                  | Italie                     |
| Francesco Compasso à partir du 8 avril 1987                                                                | Parti libéral italien                               | LIB                  | Italie                     |
| Fernando Condesso 1er janvier 1986 — 13 septembre 1987 à partir du 14 septembre 1987                       | Parti social-démocrate                              | LIB                  | Portugal                   |
| Petrus Cornelissen                                                                                         | Appel chrétien-démocrate                            | PPE                  | Pays-Bas                   |
| Roberto Costanzo                                                                                           | Démocratie chrétienne                               | PPE                  | Italie                     |
| Alfred Coste-Floret                                                                                        | Démocratie chrétienne française                     | RDE                  | France                     |
| Jean-Pierre Cot                                                                                            | Parti socialiste                                    | SOC                  | France                     |
| Richard Cottrell                                                                                           | Parti conservateur et unioniste                     | DE                   | Royaume-Uni                |
| John de Courcy Ling                                                                                        | Parti conservateur et unioniste                     | DE                   | Royaume-Uni                |
| Christine Crawley                                                                                          | Parti travailliste                                  | SOC                  | Royaume-Uni                |
| Rodolfo Crespo 1er janvier 1986 — 13 septembre 1987                                                        | Parti socialiste                                    | SOC                  | Portugal                   |
| Lambert Croux                                                                                              | Parti populaire chrétien                            | PPE                  | Belgique                   |
| Jean Crusol à partir du 16 mai 1988                                                                        | Parti socialiste                                    | SOC                  | France                     |
| George Robert Cryer                                                                                        | Parti travailliste                                  | SOC                  | Royaume-Uni                |
| David M. Curry                                                                                             | Parti conservateur et unioniste                     | DE                   | Royaume-Uni                |
| Joachim Dalsass                                                                                            | Parti populaire sud-tyrolien                        | PPE                  | Italie                     |
| Margaret Daly                                                                                              | Parti conservateur et unioniste                     | DE                   | Royaume-Uni                |
| Piet Dankert                                                                                               | Parti travailliste                                  | SOC                  | Pays-Bas                   |
| Rika De Backer-Van Ocken                                                                                   | Parti populaire chrétien                            | PPE                  | Belgique                   |
| Michel Debatisse                                                                                           | Union pour la démocratie française                  | PPE                  | France                     |
| Karel De Gucht                                                                                             | Parti pour la liberté et le progrès                 | LIB                  | Belgique                   |
| Antonio Del Duca à partir du 16 mai 1988                                                                   | Démocratie chrétienne                               | PPE                  | Italie                     |
| Robert Delorozoy                                                                                           | Union pour la démocratie française                  | LIB                  | France                     |
| Danielle de March-Ronco                                                                                    | Parti communiste français                           | COM                  | France                     |
| Luigi Ciriaco De Mita jusqu'au 13 avril 1988                                                               | Démocratie chrétienne                               | PPE                  | Italie                     |
| Jean-François Deniau jusqu'au 1er avril 1986                                                               | Union pour la démocratie française                  | LIB                  | France                     |
| Pancrazio De Pasquale                                                                                      | Parti communiste italien                            | COM                  | Italie                     |
| Gérard Deprez                                                                                              | Parti social-chrétien                               | PPE                  | Belgique                   |
| Stéphane Dermaux à partir du 1er juillet 1988                                                              | Union pour la démocratie française                  | LIB                  | France                     |
| Claude Desama à partir du 10 mai 1988                                                                      | Parti socialiste                                    | SOC                  | Belgique                   |
| Dimítrios Desýllas à partir du 6 octobre 1987                                                              | Parti communiste de Grèce                           | COM                  | Grèce                      |
| Gilbert Devèze à partir du 16 avril 1986                                                                   | Front national                                      | GDE                  | France                     |
| Gijs de Vries                                                                                              | Parti populaire libéral et démocrate                | LIB                  | Pays-Bas                   |
| August De Winter                                                                                           | Parti pour la liberté et le progrès                 | LIB                  | Belgique                   |
| Ramón Diaz del Rio Jaudenes à partir du 6 juillet 1987                                                     | Alianza Popular                                     | DE                   | Espagne                    |
| Mario Di Bartolomei                                                                                        | Parti républicain italien                           | LIB                  | Italie                     |
| Mario Didò                                                                                                 | Parti socialiste italien                            | SOC                  | Italie                     |
| Nel van Dijk à partir du 17 décembre 1986                                                                  | Parti communiste des Pays-Bas                       | ARC                  | Pays-Bas                   |
| Chrýsanthos Dimitriádis jusqu'au 31 juillet 1988                                                           | Union politique nationale                           | GDE                  | Grèce                      |
| Aristídis Dimópoulos à partir du 1er août 1988 jusqu'au 6 février 1989                                     | Union politique nationale                           | GDE                  | Grèce                      |
| Georges Donnez                                                                                             | Union pour la démocratie française                  | LIB                  | France                     |
| Charles Wellesley, Lord Douro                                                                              | Parti conservateur et unioniste                     | DE                   | Royaume-Uni                |
| José Manuel Duarte Cendán 1er janvier 1986 — 5 juillet 1987                                                | Parti socialiste ouvrier espagnol                   | SOC                  | Espagne                    |
| Daniel Ducarme jusqu'au 11 novembre 1985                                                                   | Parti réformateur libéral                           | LIB                  | Belgique                   |
| Peter Klaus Duetoft à partir du 10 septembre 1987 jusqu'au 31 octobre 1988                                 | Démocrates du centre                                | PPE                  | Danemark                   |
| Bárbara Dührkop à partir du 6 juillet 1987                                                                 | Parti socialiste ouvrier espagnol                   | SOC                  | Espagne                    |
| Anne-Marie Dupuy jusqu'au 31 décembre 1988                                                                 | Rassemblement pour la République                    | RDE                  | France                     |
| Emilio Duran Corsanego 1er janvier 1986 — 5 juillet 1987                                                   | Coalición Popular                                   | DE                   | Espagne                    |
| Josep Antoni Duran i Lleida 1er janvier 1986 — 5 juillet 1987                                              | Union démocratique de Catalogne                     | PPE                  | Espagne                    |
| Raymonde Dury                                                                                              | Parti socialiste                                    | SOC                  | Belgique                   |
| Manfred Artur Ebel                                                                                         | Union chrétienne-démocrate d'Allemagne              | PPE                  | Allemagne                  |
| Diana Elles                                                                                                | Parti conservateur et unioniste                     | DE                   | Royaume-Uni                |
| James Elles                                                                                                | Parti conservateur et unioniste                     | DE                   | Royaume-Uni                |
| Michael Elliott                                                                                            | Parti travailliste                                  | SOC                  | Royaume-Uni                |
| Vasílios Evfremídis                                                                                        | Parti communiste de Grèce                           | COM                  | Grèce                      |
| Sergio Ercini                                                                                              | Démocratie chrétienne                               | PPE                  | Italie                     |
| Arturo Juan Escuder Croft 1er janvier 1986 — 5 juillet 1987 à partir du 6 juillet 1987                     | Alianza Popular                                     | DE                   | Espagne                    |
| Nicolas Estgen                                                                                             | Parti populaire chrétien-social                     | PPE                  | Luxembourg                 |
| Rafael Estrella Pedrola 1er janvier 1986 — 5 juillet 1987                                                  | Parti socialiste ouvrier espagnol                   | SOC                  | Espagne                    |
| Dimítrios Evrygénis jusqu'au 27 janvier 1986                                                               | Nouvelle Démocratie                                 | PPE                  | Grèce                      |
| Winifred Ewing                                                                                             | Parti national écossais                             | RDE                  | Royaume-Uni                |
| Louis Eyraud                                                                                               | Parti socialiste                                    | SOC                  | France                     |
| Sheila Faith                                                                                               | Parti conservateur et unioniste                     | DE                   | Royaume-Uni                |
| Roger Fajardie jusqu'au 25 août 1987                                                                       | Parti socialiste                                    | SOC                  | France                     |
| Alexander Falconer                                                                                         | Parti travailliste                                  | SOC                  | Royaume-Uni                |
| Guido Fanti                                                                                                | Parti communiste italien                            | COM                  | Italie                     |
| André Fanton                                                                                               | Rassemblement pour la République                    | RDE                  | France                     |
| Léon Fatous                                                                                                | Parti socialiste                                    | SOC                  | France                     |
| Ludwig Fellermaier                                                                                         | Parti social-démocrate d'Allemagne                  | SOC                  | Allemagne                  |
| António José Fernandes 1er janvier 1986 — 13 septembre 1987                                                | Parti rénovateur démocratique                       | RDE                  | Portugal                   |
| Basil de Ferranti jusqu'au 24 septembre 1988                                                               | Parti conservateur et unioniste                     | DE                   | Royaume-Uni                |
| Concepció Ferrer à partir du 6 juillet 1987                                                                | Convergence et Union                                | PPE                  | Espagne                    |
| Bruno Ferrero à partir du 31 janvier 1988                                                                  | Parti communiste italien                            | COM                  | Italie                     |
| Ove Fich                                                                                                   | Social-démocratie                                   | SOC                  | Danemark                   |
| António Jorge de Figueiredo Lopes à partir du 14 septembre 1987 jusqu'au 15 septembre 1988                 | Parti social-démocrate                              | LIB                  | Portugal                   |
| Konstantínos Filínis à partir du 28 janvier 1985                                                           | Gauche grecque                                      | COM                  | Grèce                      |
| Gene Fitzgerald                                                                                            | Fianna Fáil                                         | RDE                  | Irlande                    |
| James Fitzsimons                                                                                           | Fianna Fáil                                         | RDE                  | Irlande                    |
| Seán Flanagan                                                                                              | Fianna Fáil                                         | RDE                  | Irlande                    |
| Colette Flesch jusqu'au 8 octobre 1985                                                                     | Parti démocratique                                  | LIB                  | Luxembourg                 |
| María Elena Flores Valencia 1er janvier 1986 — 5 juillet 1987                                              | Parti socialiste ouvrier espagnol                   | SOC                  | Espagne                    |
| Gaston Flosse jusqu'au 19 mars 1986                                                                        | Rassemblement pour la République                    | RDE                  | France                     |
| Katharina Focke                                                                                            | Parti social-démocrate d'Allemagne                  | SOC                  | Allemagne                  |
| Nicole Fontaine                                                                                            | Union pour la démocratie française                  | PPE                  | France                     |
| Glyn Ford                                                                                                  | Parti travailliste                                  | SOC                  | Royaume-Uni                |
| Roberto Formigoni                                                                                          | Démocratie chrétienne                               | PPE                  | Italie                     |
| André Fourçans à partir du 19 août 1986                                                                    | Union pour la démocratie française                  | LIB                  | France                     |
| Manuel Fraga                                                                                               | Alianza Popular                                     | DE                   | Espagne                    |
| Otmar Franz                                                                                                | Union chrétienne-démocrate d'Allemagne              | PPE                  | Allemagne                  |
| Bruno Friedrich jusqu'au 20 juin 1987                                                                      | Parti social-démocrate d'Allemagne                  | SOC                  | Allemagne                  |
| Ingo Friedrich                                                                                             | Union chrétienne-sociale en Bavière                 | PPE                  | Allemagne                  |
| Isidor W. Früh                                                                                             | Union chrétienne-démocrate d'Allemagne              | PPE                  | Allemagne                  |
| Yvette M. Fuillet                                                                                          | Parti socialiste                                    | SOC                  | France                     |
| Colette Gadioux                                                                                            | Parti socialiste                                    | SOC                  | France                     |
| Gerardo Gaibisso                                                                                           | Démocratie chrétienne                               | PPE                  | Italie                     |
| Yves Galland jusqu'au 18 août 1986                                                                         | Parti républicain                                   | LIB                  | France                     |
| Max Gallo                                                                                                  | Parti socialiste                                    | SOC                  | France                     |
| Carlo Alberto Galluzzi                                                                                     | Parti communiste italien                            | COM                  | Italie                     |
| José Augusto Gama à partir du 14 septembre 1987                                                            | Parti populaire                                     | PPE                  | Portugal                   |
| Juan Antonio Gangoiti Llaguno 1er janvier 1986 — 5 juillet 1987                                            | Parti nationaliste basque                           | PPE                  | Espagne                    |
| Carlos Garaikoetxea à partir du 6 juillet 1987                                                             | Solidarité basque                                   | ARC                  | Espagne                    |
| Vasco Garcia 1er janvier 1986 — 13 septembre 1987 à partir du 14 septembre 1987                            | Parti social-démocrate                              | LIB                  | Portugal                   |
| Manuel García Amigo 1er janvier 1986 — 5 juillet 1987 à partir du 6 juillet 1987                           | Alianza Popular                                     | DE                   | Espagne                    |
| Ludivina García 1er janvier 1986 — 5 juillet 1987 à partir du 6 juillet 1987                               | Parti socialiste ouvrier espagnol                   | SOC                  | Espagne                    |
| Antonio Garcia-Pagan Zamora 1er janvier 1986 — 5 juillet 1987                                              | Parti socialiste ouvrier espagnol                   | SOC                  | Espagne                    |
| José Luis Garcia Raya 1er janvier 1986 — 5 juillet 1987 à partir du 6 juillet 1987                         | Parti socialiste ouvrier espagnol                   | SOC                  | Espagne                    |
| Salvador Garriga Polledo à partir du 6 juillet 1987                                                        | Alianza Popular                                     | DE                   | Espagne                    |
| Carles-Alfred Gasòliba i Böhm 1er janvier 1986 — 5 juillet 1987 à partir du 6 juillet 1987                 | Convergence et Union                                | LIB                  | Espagne                    |
| Natalino Gatti                                                                                             | Parti communiste italien                            | COM                  | Italie                     |
| Roland Goguillot à partir du 16 avril 1986                                                                 | Front national                                      | GDE                  | France                     |
| Roger Gauthier à partir du 20 mars 1986                                                                    | Rassemblement pour la République                    | RDE                  | France                     |
| Fritz Gautier jusqu'au 12 février 1987                                                                     | Parti social-démocrate d'Allemagne                  | SOC                  | Allemagne                  |
| Jas Gawronski                                                                                              | Parti républicain italien                           | LIB                  | Italie                     |
| Nikólaos Gazís                                                                                             | Mouvement socialiste panhellénique                  | SOC                  | Grèce                      |
| Kyriákos Gerontópoulos jusqu'au 22 juin 1989                                                               | Nouvelle Démocratie                                 | PPE                  | Grèce                      |
| Mariétta Yannákou                                                                                          | Nouvelle Démocratie                                 | PPE                  | Grèce                      |
| Giovanni Giavazzi                                                                                          | Démocratie chrétienne                               | PPE                  | Italie                     |
| Vincenzo Giummarra                                                                                         | Démocratie chrétienne                               | PPE                  | Italie                     |
| Manólis Glézos jusqu'au 25 janvier 1985                                                                    | Mouvement socialiste panhellénique                  | SOC                  | Grèce                      |
| Ernest Glinne                                                                                              | Parti socialiste                                    | SOC                  | Belgique                   |
| Fernando Manuel Santos Gomes 1er janvier 1986 — 13 septembre 1987 à partir du 14 septembre 1987            | Parti socialiste                                    | SOC                  | Portugal                   |
| Friedrich-Wilhelm Graefe zu Baringdorf jusqu'au 4 novembre 1987                                            | Alliance 90/Les Verts                               | ARC                  | Allemagne                  |
| Jacqueline Grand à partir du 12 avril 1989                                                                 | Rassemblement pour la République                    | RDE                  | France                     |
| Carlo Alberto Graziani à partir du 20 juin 1986                                                            | Parti communiste italien                            | COM                  | Italie                     |
| Eva Gredal                                                                                                 | Social-démocratie                                   | SOC                  | Danemark                   |
| Maxime François Gremetz jusqu'au 29 avril 1986                                                             | Parti communiste français                           | COM                  | France                     |
| Winston James Griffiths                                                                                    | Parti travailliste                                  | SOC                  | Royaume-Uni                |
| Julián Grimaldos 1er janvier 1986 — 5 juillet 1987 à partir du 6 juillet 1987                              | Parti socialiste ouvrier espagnol                   | SOC                  | Espagne                    |
| Anselmo Guarraci                                                                                           | Parti socialiste italien                            | SOC                  | Italie                     |
| Guy Guermeur                                                                                               | Rassemblement pour la République                    | RDE                  | France                     |
| Julén Guimon Ugartechea 1er janvier 1986 — 5 juillet 1987                                                  | Parti démocrate populaire                           | DE                   | Espagne                    |
| Antoni Gutiérrez Díaz à partir du 6 juillet 1987                                                           | Gauche unie                                         | COM                  | Espagne                    |
| Otto von Habsburg                                                                                          | Union chrétienne-sociale en Bavière                 | PPE                  | Allemagne                  |
| Wolfgang Hackel à partir du 2 décembre 1985                                                                | Union chrétienne-démocrate d'Allemagne              | PPE                  | Allemagne                  |
| Benedikt Härlin                                                                                            | Alliance 90/Les Verts                               | ARC                  | Allemagne                  |
| Wilhelm Hahn jusqu'au 3 octobre 1987                                                                       | Union chrétienne-démocrate d'Allemagne              | PPE                  | Allemagne                  |
| Else Hammerich                                                                                             | Mouvement populaire contre la Communauté européenne | ARC                  | Danemark                   |
| Klaus Hänsch                                                                                               | Parti social-démocrate d'Allemagne                  | SOC                  | Allemagne                  |
| José Happart                                                                                               | Parti socialiste                                    | SOC                  | Belgique                   |
| Brigitte Heinrich jusqu'au 29 décembre 1987                                                                | Alliance 90/Les Verts                               | ARC                  | Allemagne                  |
| Fernand Herman                                                                                             | Parti social-chrétien                               | PPE                  | Belgique                   |
| José Ramón Herrero Merediz 1er janvier 1986 — 5 juillet 1987                                               | Parti socialiste ouvrier espagnol                   | SOC                  | Espagne                    |
| Robert Hersant                                                                                             | Union pour la démocratie française                  | PPE                  | France                     |
| Ien van den Heuvel                                                                                         | Parti travailliste                                  | SOC                  | Pays-Bas                   |
| Michael Hindley                                                                                            | Parti travailliste                                  | SOC                  | Royaume-Uni                |
| Rüdiger Hitzigrath à partir du 18 décembre 1984                                                            | Parti social-démocrate d'Allemagne                  | SOC                  | Allemagne                  |
| Magdalene Hoff                                                                                             | Parti social-démocrate d'Allemagne                  | SOC                  | Allemagne                  |
| Jacqueline Hoffmann jusqu'au 29 avril 1986                                                                 | Parti communiste français                           | COM                  | France                     |
| Karl-Heinz Hoffmann (en)                                                                                   | Union chrétienne-démocrate d'Allemagne              | PPE                  | Allemagne                  |
| Geoffrey Hoon                                                                                              | Parti travailliste                                  | SOC                  | Royaume-Uni                |
| Paul F. Howell                                                                                             | Parti conservateur et unioniste                     | DE                   | Royaume-Uni                |
| Les Huckfield                                                                                              | Parti travailliste                                  | SOC                  | Royaume-Uni                |
| Stephen Hughes                                                                                             | Parti travailliste                                  | SOC                  | Royaume-Uni                |
| Jean-Paul Hugot à partir du 10 octobre 1988                                                                | Rassemblement pour la République                    | RDE                  | France                     |
| John Hume                                                                                                  | Parti travailliste                                  | SOC                  | Royaume-Uni                |
| Alasdair Henry Hutton                                                                                      | Parti conservateur et unioniste                     | DE                   | Royaume-Uni                |
| Antonio Iodice                                                                                             | Démocratie chrétienne                               | PPE                  | Italie                     |
| Felice Ippolito                                                                                            | Gauche indépendante                                 | COM                  | Italie                     |
| John Iversen à partir du 1er janvier 1985                                                                  | Parti populaire socialiste                          | COM                  | Danemark                   |
| Caroline Jackson                                                                                           | Parti conservateur et unioniste                     | DE                   | Royaume-Uni                |
| Christopher Jackson                                                                                        | Parti conservateur et unioniste                     | DE                   | Royaume-Uni                |
| Erhard Jakobsen jusqu'au 9 septembre 1987 à partir du 1er novembre 1988                                    | Démocrates du centre                                | PPE                  | Danemark                   |
| James Janssen van Raay à partir du 5 novembre 1986                                                         | Appel chrétien-démocrate                            | PPE                  | Pays-Bas                   |
| Marie Jepsen                                                                                               | Parti populaire conservateur                        | DE                   | Danemark                   |
| Lionel Jospin jusqu'au 12 mai 1988                                                                         | Parti socialiste                                    | SOC                  | France                     |
| Alain Juppé jusqu'au 19 mars 1986                                                                          | Rassemblement pour la République                    | RDE                  | France                     |
| Edward Kellett-Bowman à partir du 15 décembre 1988                                                         | Parti conservateur et unioniste                     | DE                   | Royaume-Uni                |
| Michael Kilby                                                                                              | Parti conservateur et unioniste                     | DE                   | Royaume-Uni                |
| Mark Killilea à partir du 24 mars 1987                                                                     | Fianna Fáil                                         | RDE                  | Irlande                    |
| Egon Klepsch                                                                                               | Union chrétienne-démocrate d'Allemagne              | PPE                  | Allemagne                  |
| Jan Klinkenborg jusqu'au 28 juillet 1988                                                                   | Parti social-démocrate d'Allemagne                  | SOC                  | Allemagne                  |
| Michael Klöckner                                                                                           | Alliance 90/Les Verts                               | ARC                  | Allemagne                  |
| Spyrídon Kolokotrónis à partir du 28 janvier 1985                                                          | Mouvement socialiste panhellénique                  | SOC                  | Grèce                      |
| Frode Kristoffersen à partir du 6 novembre 1988                                                            | Parti populaire conservateur                        | DE                   | Danemark                   |
| Willy Kuijpers                                                                                             | Volksunie                                           | ARC                  | Belgique                   |
| Leonídas Kýrkos jusqu'au 17 janvier 1985                                                                   | Parti communiste de Grèce                           | COM                  | Grèce                      |
| António Augusto Lacerda de Queiróz 1er janvier 1986 — 13 septembre 1987 à partir du 16 septembre 1988      | Parti social-démocrate                              | LIB                  | Portugal                   |
| José María Lafuente López 1er janvier 1986 — 5 juillet 1987 à partir du 6 juillet 1987                     | Alianza Popular                                     | DE                   | Espagne                    |
| Leonídas Lagákos à partir du 8 janvier 1985                                                                | Mouvement socialiste panhellénique                  | SOC                  | Grèce                      |
| Patrick Joseph Lalor                                                                                       | Fianna Fáil                                         | RDE                  | Irlande                    |
| Panayótis Lambrías                                                                                         | Nouvelle Démocratie                                 | PPE                  | Grèce                      |
| Horst Langes                                                                                               | Union chrétienne-démocrate d'Allemagne              | PPE                  | Allemagne                  |
| Jessica Larive                                                                                             | Parti populaire libéral et démocrate                | LIB                  | Pays-Bas                   |
| Pierre Lataillade à partir du 20 mars 1986                                                                 | Rassemblement pour la République                    | RDE                  | France                     |
| Jean Lecanuet jusqu'au 9 octobre 1988                                                                      | Union pour la démocratie française                  | PPE                  | France                     |
| Jean-Marie Le Chevallier                                                                                   | Front national                                      | GDE                  | France                     |
| Martine Lehideux                                                                                           | Front national                                      | GDE                  | France                     |
| Bram van der Lek                                                                                           | Parti socialiste pacifiste                          | ARC                  | Pays-Bas                   |
| Eileen Lemass                                                                                              | Fianna Fáil                                         | RDE                  | Irlande                    |
| Gerd Ludwig Lemmer                                                                                         | Union chrétienne-démocrate d'Allemagne              | PPE                  | Allemagne                  |
| Marcelle Lentz-Cornette                                                                                    | Parti populaire chrétien-social                     | PPE                  | Luxembourg                 |
| Marlene Lenz                                                                                               | Union chrétienne-démocrate d'Allemagne              | PPE                  | Allemagne                  |
| Jean-Marie Le Pen                                                                                          | Front national                                      | GDE                  | France                     |
| Marie-Noëlle Lienemann jusqu'au 25 juin 1988                                                               | Parti socialiste                                    | SOC                  | France                     |
| Giosuè Ligios                                                                                              | Démocratie chrétienne                               | PPE                  | Italie                     |
| Salvatore Lima                                                                                             | Démocratie chrétienne                               | PPE                  | Italie                     |
| Rolf Linkohr                                                                                               | Parti social-démocrate d'Allemagne                  | SOC                  | Allemagne                  |
| Anne-Marie Lizin jusqu'au 9 mai 1988                                                                       | Parti socialiste                                    | SOC                  | Belgique                   |
| Carmen Llorca 1er janvier 1986 — 5 juillet 1987 à partir du 6 juillet 1987                                 | Alianza Popular                                     | DE                   | Espagne                    |
| César Llorens Barges 1er janvier 1986 — 1er janvier 1987                                                   | Parti démocrate populaire                           | PPE                  | Espagne                    |
| Alfred Lomas                                                                                               | Parti travailliste                                  | SOC                  | Royaume-Uni                |
| Gérard Longuet jusqu'au 19 mars 1986                                                                       | Parti républicain                                   | LIB                  | France                     |
| Charles-Émile Loo                                                                                          | Parti socialiste                                    | SOC                  | France                     |
| Hendrik Louwes                                                                                             | Parti populaire libéral et démocrate                | LIB                  | Pays-Bas                   |
| Francisco António Lucas Pires 1er janvier 1986 — 13 septembre 1987 à partir du 14 septembre 1987           | Parti populaire                                     | PPE                  | Portugal                   |
| Zenon-José Luis Paz 1er janvier 1986 — 5 juillet 1987                                                      | Parti socialiste ouvrier espagnol                   | SOC                  | Espagne                    |
| Rudolf Luster                                                                                              | Union chrétienne-démocrate d'Allemagne              | PPE                  | Allemagne                  |
| Finn Lynge jusqu'au 31 décembre 1984                                                                       | Siumut                                              | SOC                  | Danemark                   |
| John Joseph McCartin                                                                                       | Fine Gael                                           | PPE                  | Irlande                    |
| Giulio Maceratini à partir du 6 juin 1988 jusqu'au 1er octobre 1988                                        | Mouvement social italien - Droite nationale         | GDE                  | Italie                     |
| Michael McGowan                                                                                            | Parti travailliste                                  | SOC                  | Royaume-Uni                |
| Hugh McMahon                                                                                               | Parti travailliste                                  | SOC                  | Royaume-Uni                |
| Edward McMillan-Scott                                                                                      | Parti conservateur et unioniste                     | DE                   | Royaume-Uni                |
| Ray Mac Sharry jusqu'au 10 mars 1987                                                                       | Fianna Fáil                                         | RDE                  | Irlande                    |
| Luís Filipe Madeira 1er janvier 1986 — 13 septembre 1987 à partir du 14 septembre 1987                     | Parti socialiste                                    | SOC                  | Portugal                   |
| Emmanuel Maffre-Baugé                                                                                      | Parti communiste français                           | COM                  | France                     |
| Thomas Joseph Maher                                                                                        | Independent Fianna Fáil                             | LIB                  | Irlande                    |
| Hanja Maij-Weggen                                                                                          | Appel chrétien-démocrate                            | PPE                  | Pays-Bas                   |
| Kurt Malangré                                                                                              | Union chrétienne-démocrate d'Allemagne              | PPE                  | Allemagne                  |
| Philippe Malaud                                                                                            | Centre national des indépendants et paysans         | RDE                  | France                     |
| Christian de La Malène                                                                                     | Rassemblement pour la République                    | RDE                  | France                     |
| Jacques Mallet                                                                                             | Union pour la démocratie française                  | PPE                  | France                     |
| Jean-François Mancel jusqu'au 11 décembre 1986                                                             | Rassemblement pour la République                    | RDE                  | France                     |
| Georges Marchais                                                                                           | Parti communiste français                           | COM                  | France                     |
| Pol Marck                                                                                                  | Parti populaire chrétien                            | PPE                  | Belgique                   |
| Francesca Marinaro                                                                                         | Parti communiste italien                            | COM                  | Italie                     |
| Luís Marinho à partir du 14 septembre 1987                                                                 | Parti socialiste                                    | SOC                  | Portugal                   |
| Alain Marleix à partir du 1er mai 1985                                                                     | Rassemblement pour la République                    | RDE                  | France                     |
| António Joaquim Marques Mendes à partir du 14 septembre 1987                                               | Parti social-démocrate                              | LIB                  | Portugal                   |
| António José Marques Mendes 1er janvier 1986 — 13 septembre 1987                                           | Parti rénovateur démocratique                       | RDE                  | Portugal                   |
| John Leslie Marshall                                                                                       | Parti conservateur et unioniste                     | DE                   | Royaume-Uni                |
| Claudio Martelli                                                                                           | Parti socialiste italien                            | SOC                  | Italie                     |
| David Martin                                                                                               | Parti travailliste                                  | SOC                  | Royaume-Uni                |
| Simone Martin                                                                                              | Parti républicain                                   | LIB                  | France                     |
| Renato Massari jusqu'au 1er février 1987                                                                   | Parti social-démocrate italien                      | SOC                  | Italie                     |
| Vincenzo Mattina                                                                                           | Parti socialiste italien                            | SOC                  | Italie                     |
| Geórgios Mávros                                                                                            | Mouvement socialiste panhellénique                  | SOC                  | Grèce                      |
| Sylvie Mayer à partir du 30 avril 1986                                                                     | Parti communiste français                           | COM                  | France                     |
| José Manuel Medeiros Ferreira 1er janvier 1986 — 13 septembre 1987 à partir du 14 septembre 1987           | Parti rénovateur démocratique                       | RDE                  | Portugal                   |
| Manuel Medina Ortega 1er janvier 1986 — 5 juillet 1987 à partir du 6 juillet 1987                          | Parti socialiste ouvrier espagnol                   | SOC                  | Espagne                    |
| Thomas Megahy                                                                                              | Parti travailliste                                  | SOC                  | Royaume-Uni                |
| Meinolf Mertens                                                                                            | Union chrétienne-démocrate d'Allemagne              | PPE                  | Allemagne                  |
| Alman Metten                                                                                               | Parti travailliste                                  | SOC                  | Pays-Bas                   |
| Alberto Michelini                                                                                          | Démocratie chrétienne                               | PPE                  | Italie                     |
| Karl-Heinrich Mihr                                                                                         | Parti social-démocrate d'Allemagne                  | SOC                  | Allemagne                  |
| Joaquim Miranda 1er janvier 1986 — 13 septembre 1987 à partir du 14 septembre 1987                         | Parti communiste portugais                          | COM                  | Portugal                   |
| Ana Miranda de Lage 1er janvier 1986 — 5 juillet 1987 à partir du 6 juillet 1987                           | Parti socialiste ouvrier espagnol                   | SOC                  | Espagne                    |
| Alfeo Mizzau                                                                                               | Démocratie chrétienne                               | PPE                  | Italie                     |
| Poul Møller jusqu'au 12 octobre 1986                                                                       | Parti populaire conservateur                        | DE                   | Danemark                   |
| Emilio Molinari jusqu'au 2 septembre 1985                                                                  | Démocratie prolétarienne                            | ARC                  | Italie                     |
| Andoni Monforte Arregui 1er janvier 1986 — 5 juillet 1987                                                  | Parti nationaliste basque                           | PPE                  | Espagne                    |
| James Moorhouse                                                                                            | Parti conservateur et unioniste                     | DE                   | Royaume-Uni                |
| Fernando Morán à partir du 6 juillet 1987                                                                  | Parti socialiste ouvrier espagnol                   | SOC                  | Espagne                    |
| Alberto Moravia                                                                                            | Parti communiste italien                            | COM                  | Italie                     |
| Giovanni Moroni                                                                                            | Parti social-démocrate italien                      | SOC                  | Italie                     |
| David Morris                                                                                               | Parti travailliste                                  | SOC                  | Royaume-Uni                |
| Didier Motchane jusqu'au 22 mai 1989                                                                       | Parti socialiste                                    | SOC                  | France                     |
| Jean Mouchel                                                                                               | Rassemblement pour la République                    | RDE                  | France                     |
| Ernest Mühlen                                                                                              | Parti populaire chrétien-social                     | PPE                  | Luxembourg                 |
| Günther Müller à partir du 1er avril 1988                                                                  | Union chrétienne-sociale en Bavière                 | PPE                  | Allemagne                  |
| Werner Münch                                                                                               | Union chrétienne-démocrate d'Allemagne              | PPE                  | Allemagne                  |
| Joaquim Muns Albuixech à partir du 6 juillet 1987                                                          | Convergence et Union                                | LIB                  | Espagne                    |
| Hemmo Muntingh                                                                                             | Parti travailliste                                  | SOC                  | Pays-Bas                   |
| François Musso                                                                                             | Rassemblement pour la République                    | RDE                  | France                     |
| Alessandro Natta                                                                                           | Parti communiste italien                            | COM                  | Italie                     |
| Antonio Navarro 1er janvier 1986 — 5 juillet 1987 à partir du 6 juillet 1987                               | Alianza Popular                                     | DE                   | Espagne                    |
| Lore Neugebauer à partir du 3 juillet 1987                                                                 | Parti social-démocrate d'Allemagne                  | SOC                  | Allemagne                  |
| Arthur Stanley Newens                                                                                      | Parti travailliste                                  | SOC                  | Royaume-Uni                |
| Edward Newman                                                                                              | Parti travailliste                                  | SOC                  | Royaume-Uni                |
| Bill Newton Dunn                                                                                           | Parti conservateur et unioniste                     | DE                   | Royaume-Uni                |
| Jørgen Brøndlund Nielsen                                                                                   | Venstre                                             | LIB                  | Danemark                   |
| Tove Nielsen                                                                                               | Venstre                                             | LIB                  | Danemark                   |
| Egbert Nitsch à partir du 11 janvier 1988                                                                  | Alliance 90/Les Verts                               | ARC                  | Allemagne                  |
| Hans Nord                                                                                                  | Parti populaire libéral et démocrate                | LIB                  | Pays-Bas                   |
| Jean-Thomas Nordmann                                                                                       | Parti radical                                       | LIB                  | France                     |
| Tom Normanton                                                                                              | Parti conservateur et unioniste                     | DE                   | Royaume-Uni                |
| Wolfgang von Nostitz à partir du 28 février 1987                                                           | Alliance 90/Les Verts                               | ARC                  | Allemagne                  |
| Diego Novelli jusqu'au 30 janvier 1988                                                                     | Parti communiste italien                            | COM                  | Italie                     |
| Tom O'Donnell                                                                                              | Fine Gael                                           | PPE                  | Irlande                    |
| Charles Towneley Strachey, Lord O'Hagan                                                                    | Parti conservateur et unioniste                     | DE                   | Royaume-Uni                |
| Francisco Oliva Garcia 1er janvier 1986 — 5 juillet 1987 à partir du 6 juillet 1987                        | Parti socialiste ouvrier espagnol                   | SOC                  | Espagne                    |
| Christopher Gerard O'Malley à partir du 3 juin 1986                                                        | Fine Gael                                           | PPE                  | Irlande                    |
| Jeanette Oppenheim                                                                                         | Parti populaire conservateur                        | DE                   | Danemark                   |
| Olivier Lefèvre d'Ormesson                                                                                 | Front national                                      | GDE                  | France                     |
| Giancarlo Pajetta                                                                                          | Parti communiste italien                            | COM                  | Italie                     |
| Roger Palmieri à partir du 1er juillet 1987                                                                | Front national                                      | GDE                  | France                     |
| Konstantína Pantazí                                                                                        | Mouvement socialiste panhellénique                  | SOC                  | Grèce                      |
| Nikólaos Papakyriazís à partir du 31 décembre 1985                                                         | Mouvement socialiste panhellénique                  | SOC                  | Grèce                      |
| Giovanni Papapietro                                                                                        | Parti communiste italien                            | COM                  | Italie                     |
| Christiane Papon à partir du 29 octobre 1987                                                               | Rassemblement pour la République                    | RDE                  | France                     |
| Chrístos Papoutsís                                                                                         | Mouvement socialiste panhellénique                  | SOC                  | Grèce                      |
| Eolo Parodi                                                                                                | Démocratie chrétienne                               | PPE                  | Italie                     |
| Roger Partrat à partir du 1er avril 1987 jusqu'au 10 août 1988                                             | Union pour la démocratie française                  | PPE                  | France                     |
| Jean-Claude Pasty                                                                                          | Rassemblement pour la République                    | RDE                  | France                     |
| George Benjamin Patterson                                                                                  | Parti conservateur et unioniste                     | DE                   | Royaume-Uni                |
| Andrew Pearce                                                                                              | Parti conservateur et unioniste                     | DE                   | Royaume-Uni                |
| Jorge Pegado Liz 1er janvier 1986 — 13 septembre 1987                                                      | Parti rénovateur démocratique                       | RDE                  | Portugal                   |
| Jiri Pelikan                                                                                               | Parti socialiste italien                            | SOC                  | Italie                     |
| Jean Penders                                                                                               | Appel chrétien-démocrate                            | PPE                  | Pays-Bas                   |
| Manuel Pereira 1er janvier 1986 — 13 septembre 1987 à partir du 14 septembre 1987                          | Parti social-démocrate                              | LIB                  | Portugal                   |
| Virgílio Pereira 1er janvier 1986 — 13 septembre 1987 à partir du 14 septembre 1987                        | Parti social-démocrate                              | LIB                  | Portugal                   |
| José Pereira Lopez 19 février 1987 — 13 septembre 1987                                                     | Parti social-démocrate                              | LIB                  | Portugal                   |
| Fernando Pérez Royo à partir du 6 juillet 1987                                                             | Gauche unie                                         | COM                  | Espagne                    |
| Luis Guillermo Perinat Elio 1er janvier 1986 — 5 juillet 1987 à partir du 6 juillet 1987                   | Alianza Popular                                     | DE                   | Espagne                    |
| Nicole Péry                                                                                                | Parti socialiste                                    | SOC                  | France                     |
| Hans Johannes Wilhelm Peters                                                                               | Parti social-démocrate d'Allemagne                  | SOC                  | Allemagne                  |
| Francesco Petronio                                                                                         | Mouvement social italien - Droite nationale         | GDE                  | Italie                     |
| Gabriele Peus                                                                                              | Union chrétienne-démocrate d'Allemagne              | PPE                  | Allemagne                  |
| Gero Pfennig jusqu'au 1er décembre 1985                                                                    | Union chrétienne-démocrate d'Allemagne              | PPE                  | Allemagne                  |
| Pierre Pflimlin                                                                                            | Centre des démocrates sociaux                       | PPE                  | France                     |
| Dorothee Piermont jusqu'au 27 février 1987                                                                 | Alliance 90/Les Verts                               | ARC                  | Allemagne                  |
| Carlos Pimenta à partir du 14 septembre 1987                                                               | Parti social-démocrate                              | LIB                  | Portugal                   |
| Sergio Pininfarina jusqu'au 1er juillet 1988                                                               | Parti libéral italien                               | LIB                  | Italie                     |
| Maria de Lourdes Pintasilgo à partir du 14 septembre 1987                                                  | Parti socialiste                                    | SOC                  | Portugal                   |
| Pedro Augusto Pinto 1er janvier 1986 — 13 septembre 1987 à partir du 14 septembre 1987                     | Parti social-démocrate                              | LIB                  | Portugal                   |
| René Piquet                                                                                                | Parti communiste français                           | COM                  | France                     |
| Fritz Pirkl                                                                                                | Union chrétienne-sociale en Bavière                 | PPE                  | Allemagne                  |
| Ferruccio Pisoni                                                                                           | Démocratie chrétienne                               | PPE                  | Italie                     |
| Nino Pisoni                                                                                                | Démocratie chrétienne                               | PPE                  | Italie                     |
| Terrence Pitt jusqu'au 3 octobre 1986                                                                      | Parti travailliste                                  | SOC                  | Royaume-Uni                |
| Luis Planas 1er janvier 1986 — 5 juillet 1987 à partir du 6 juillet 1987                                   | Parti socialiste ouvrier espagnol                   | SOC                  | Espagne                    |
| Spyrídon Plaskovítis                                                                                       | Mouvement socialiste panhellénique                  | SOC                  | Grèce                      |
| Henry Plumb                                                                                                | Parti conservateur et unioniste                     | DE                   | Royaume-Uni                |
| Hans Poetschki                                                                                             | Union chrétienne-démocrate d'Allemagne              | PPE                  | Allemagne                  |
| Lydie Polfer à partir du 9 octobre 1985                                                                    | Parti démocratique                                  | LIB                  | Luxembourg                 |
| Mario Pomilio                                                                                              | Démocratie chrétienne                               | PPE                  | Italie                     |
| Michel Poniatowski                                                                                         | Union pour la démocratie française                  | LIB                  | France                     |
| Bernard Pons jusqu'au 30 avril 1985                                                                        | Rassemblement pour la République                    | RDE                  | France                     |
| Josep Pons Grau 1er janvier 1986 — 5 juillet 1987 à partir du 6 juillet 1987                               | Parti socialiste ouvrier espagnol                   | SOC                  | Espagne                    |
| Gustave Pordea                                                                                             | Front national                                      | GDE                  | France                     |
| Hans-Gert Pöttering                                                                                        | Union chrétienne-démocrate d'Allemagne              | PPE                  | Allemagne                  |
| Lars Poulsen à partir du 13 octobre 1986                                                                   | Parti populaire conservateur                        | DE                   | Danemark                   |
| Derek Prag                                                                                                 | Parti conservateur et unioniste                     | DE                   | Royaume-Uni                |
| Pierre-Benjamin Pranchère                                                                                  | Parti communiste français                           | COM                  | France                     |
| Peter Price                                                                                                | Parti conservateur et unioniste                     | DE                   | Royaume-Uni                |
| Christopher Prout                                                                                          | Parti conservateur et unioniste                     | DE                   | Royaume-Uni                |
| James Provan                                                                                               | Parti conservateur et unioniste                     | DE                   | Royaume-Uni                |
| Alonso José Puerta à partir du 6 juillet 1987                                                              | Gauche unie                                         | COM                  | Espagne                    |
| Joyce Quin                                                                                                 | Parti travailliste                                  | SOC                  | Royaume-Uni                |
| Renate-Charlotte Rabbethge                                                                                 | Union chrétienne-démocrate d'Allemagne              | PPE                  | Allemagne                  |
| Thomas Raftery                                                                                             | Fine Gael                                           | PPE                  | Irlande                    |
| Andrea Raggio                                                                                              | Parti communiste italien                            | COM                  | Italie                     |
| Juan de Dios Ramírez-Heredia 1er janvier 1986 — 5 juillet 1987 à partir du 6 juillet 1987                  | Parti socialiste ouvrier espagnol                   | SOC                  | Espagne                    |
| Alfredo Reichlin jusqu'au 16 janvier 1985                                                                  | Parti communiste italien                            | COM                  | Italie                     |
| Marcel Remacle                                                                                             | Parti socialiste                                    | SOC                  | Belgique                   |
| María Dolores Renau i Manen 1er janvier 1986 — 5 juillet 1987                                              | Parti socialiste ouvrier espagnol                   | SOC                  | Espagne                    |
| Mario Rigo                                                                                                 | Parti socialiste italien                            | SOC                  | Italie                     |
| Günter Rinsche                                                                                             | Union chrétienne-démocrate d'Allemagne              | PPE                  | Allemagne                  |
| Shelagh Roberts                                                                                            | Parti conservateur et unioniste                     | DE                   | Royaume-Uni                |
| Carlos Robles Piquer 1er janvier 1986 — 5 juillet 1987 à partir du 6 juillet 1987                          | Alianza Popular                                     | DE                   | Espagne                    |
| François Roelants du Vivier                                                                                | Parti écologiste                                    | ARC                  | Belgique                   |
| Dieter Rogalla                                                                                             | Parti social-démocrate d'Allemagne                  | SOC                  | Allemagne                  |
| Rosario Romeo jusqu'au 16 mars 1987                                                                        | Parti républicain italien                           | LIB                  | Italie                     |
| Geórgios Roméos                                                                                            | Mouvement socialiste panhellénique                  | SOC                  | Grèce                      |
| Domènec Romera i Alcàzar 1er janvier 1986 — 5 juillet 1987 à partir du 6 juillet 1987                      | Alianza Popular                                     | DE                   | Espagne                    |
| Adriano Romualdi jusqu'au 22 mai 1988                                                                      | Mouvement social italien - Droite nationale         | GDE                  | Italie                     |
| Yvonne van Rooy jusqu'au 30 octobre 1986                                                                   | Appel chrétien-démocrate                            | PPE                  | Pays-Bas                   |
| Walter Rosa 1er janvier 1986 — 13 septembre 1987                                                           | Parti socialiste                                    | SOC                  | Portugal                   |
| Giorgio Rossetti                                                                                           | Parti communiste italien                            | COM                  | Italie                     |
| André Rossi jusqu'au 5 septembre 1986                                                                      | Parti républicain                                   | LIB                  | France                     |
| Tommaso Rossi à partir du 28 janvier 1985                                                                  | Parti communiste italien                            | COM                  | Italie                     |
| Mechtild Rothe                                                                                             | Parti social-démocrate d'Allemagne                  | SOC                  | Allemagne                  |
| Willi Rothley                                                                                              | Parti social-démocrate d'Allemagne                  | SOC                  | Allemagne                  |
| Jean-Pierre Roux jusqu'au 31 mars 1987                                                                     | Rassemblement pour la République                    | RDE                  | France                     |
| Xavier Rubert de Ventós 1er janvier 1986 — 5 juillet 1987 à partir du 6 juillet 1987                       | Parti socialiste ouvrier espagnol                   | SOC                  | Espagne                    |
| Richie Ryan jusqu'au 18 mai 1986                                                                           | Fine Gael                                           | PPE                  | Irlande                    |
| Henri Saby                                                                                                 | Parti socialiste                                    | SOC                  | France                     |
| Bernhard Sälzer                                                                                            | Union chrétienne-démocrate d'Allemagne              | PPE                  | Allemagne                  |
| Jannis Sakellariou                                                                                         | Parti social-démocrate d'Allemagne                  | SOC                  | Allemagne                  |
| Heinke Salisch                                                                                             | Parti social-démocrate d'Allemagne                  | SOC                  | Allemagne                  |
| Felipe Sanchez-Cuenca Martinez 1er janvier 1986 — 5 juillet 1987                                           | Parti socialiste ouvrier espagnol                   | SOC                  | Espagne                    |
| Pedro Santana Lopes à partir du 14 septembre 1987                                                          | Parti social-démocrate                              | LIB                  | Portugal                   |
| Manuel dos Santos Machado à partir du 14 septembre 1987                                                    | Parti populaire                                     | PPE                  | Portugal                   |
| Francisco Javier Sanz Fernández 1er janvier 1986 — 5 juillet 1987 à partir du 6 juillet 1987               | Parti socialiste ouvrier espagnol                   | SOC                  | Espagne                    |
| Enrique Sapena Granell 1er janvier 1986 — 5 juillet 1987 à partir du 6 juillet 1987                        | Parti socialiste ouvrier espagnol                   | SOC                  | Espagne                    |
| Geórgios Saridákis à partir du 28 janvier 1986                                                             | Nouvelle Démocratie                                 | PPE                  | Grèce                      |
| Giuseppe Schiavinato à partir du 7 juillet 1988                                                            | Parti républicain italien                           | LIB                  | Italie                     |
| Dieter Schinzel                                                                                            | Parti social-démocrate d'Allemagne                  | SOC                  | Allemagne                  |
| Ursula Schleicher                                                                                          | Union chrétienne-sociale en Bavière                 | PPE                  | Allemagne                  |
| Gerhard Schmid                                                                                             | Parti social-démocrate d'Allemagne                  | SOC                  | Allemagne                  |
| Barbara Schmidbauer à partir du 3 mars 1987                                                                | Parti social-démocrate d'Allemagne                  | SOC                  | Allemagne                  |
| Lydie Schmit jusqu'au 7 avril 1988                                                                         | Parti ouvrier socialiste luxembourgeois             | SOC                  | Luxembourg                 |
| Konrad Schön                                                                                               | Union chrétienne-démocrate d'Allemagne              | PPE                  | Allemagne                  |
| Heinz Schreiber                                                                                            | Parti social-démocrate d'Allemagne                  | SOC                  | Allemagne                  |
| Frank Schwalba-Hoth jusqu'au 18 février 1987                                                               | Alliance 90/Les Verts                               | ARC                  | Allemagne                  |
| James Scott-Hopkins                                                                                        | Parti conservateur et unioniste                     | DE                   | Royaume-Uni                |
| Christiane Scrivener jusqu'au 5 janvier 1989                                                               | Union pour la démocratie française                  | LIB                  | France                     |
| Barry Seal                                                                                                 | Parti travailliste                                  | SOC                  | Royaume-Uni                |
| Horst Seefeld                                                                                              | Parti social-démocrate d'Allemagne                  | SOC                  | Allemagne                  |
| Hans-Joachim Seeler                                                                                        | Parti social-démocrate d'Allemagne                  | SOC                  | Allemagne                  |
| Sergio Camillo Segre                                                                                       | Parti communiste italien                            | COM                  | Italie                     |
| Lieselotte Seibel-Emmerling                                                                                | Parti social-démocrate d'Allemagne                  | SOC                  | Allemagne                  |
| Madron Richard Seligman                                                                                    | Parti conservateur et unioniste                     | DE                   | Royaume-Uni                |
| Gustavo Selva                                                                                              | Démocratie chrétienne                               | PPE                  | Italie                     |
| Alexander Sherlock                                                                                         | Parti conservateur et unioniste                     | DE                   | Royaume-Uni                |
| Mateo Sierra Bardají 1er janvier 1986 — 5 juillet 1987 à partir du 6 juillet 1987                          | Parti socialiste ouvrier espagnol                   | SOC                  | Espagne                    |
| José Silva Domingos 1er janvier 1986 — 18 février 1987                                                     | Parti social-démocrate                              | LIB                  | Portugal                   |
| Richard Simmonds                                                                                           | Parti conservateur et unioniste                     | DE                   | Royaume-Uni                |
| Barbara Simons                                                                                             | Parti social-démocrate d'Allemagne                  | SOC                  | Allemagne                  |
| Anthony Simpson                                                                                            | Parti conservateur et unioniste                     | DE                   | Royaume-Uni                |
| Llewellyn Smith                                                                                            | Parti travailliste                                  | SOC                  | Royaume-Uni                |
| Leopold Späth                                                                                              | Union chrétienne-démocrate d'Allemagne              | PPE                  | Allemagne                  |
| Altiero Spinelli jusqu'au 23 mai 1986                                                                      | Gauche indépendante                                 | COM                  | Italie                     |
| Vera Squarcialupi                                                                                          | Gauche indépendante                                 | COM                  | Italie                     |
| Paul Staes                                                                                                 | Agalev                                              | ARC                  | Belgique                   |
| Giovanni Starita                                                                                           | Démocratie chrétienne                               | PPE                  | Italie                     |
| Franz Ludwig Schenk Graf von Stauffenberg                                                                  | Union chrétienne-sociale en Bavière                 | PPE                  | Allemagne                  |
| Konstantínos Stávrou                                                                                       | Nouvelle Démocratie                                 | PPE                  | Grèce                      |
| George Stevenson                                                                                           | Parti travailliste                                  | SOC                  | Royaume-Uni                |
| Kenneth Stewart                                                                                            | Parti travailliste                                  | SOC                  | Royaume-Uni                |
| Jack Stewart-Clark                                                                                         | Parti conservateur et unioniste                     | DE                   | Royaume-Uni                |
| Jean-Pierre Stirbois jusqu'au 15 avril 1986                                                                | Front national                                      | GDE                  | France                     |
| Fernando Suárez González 1er janvier 1986 — 5 juillet 1987 à partir du 6 juillet 1987                      | Alianza Popular                                     | DE                   | Espagne                    |
| Georges Sutra de Germa                                                                                     | Parti socialiste                                    | SOC                  | France                     |
| John David Taylor                                                                                          | Parti unioniste d'Ulster                            | GDE                  | Royaume-Uni                |
| Wilfried Telkämper à partir du 19 février 1987                                                             | Alliance 90/Les Verts                               | ARC                  | Allemagne                  |
| Bernard Thareau                                                                                            | Parti socialiste                                    | SOC                  | France                     |
| Diemut Theato à partir du 5 octobre 1987                                                                   | Union chrétienne-démocrate d'Allemagne              | PPE                  | Allemagne                  |
| Jacqueline Thome-Patenôtre                                                                                 | Parti radical                                       | RDE                  | France                     |
| Carlo Tognoli jusqu'au 29 juillet 1987                                                                     | Parti socialiste italien                            | SOC                  | Italie                     |
| Claus Toksvig jusqu'au 5 novembre 1988                                                                     | Parti populaire conservateur                        | DE                   | Danemark                   |
| Teun Tolman                                                                                                | Appel chrétien-démocrate                            | PPE                  | Pays-Bas                   |
| John Tomlinson                                                                                             | Parti travailliste                                  | SOC                  | Royaume-Uni                |
| Carole Tongue                                                                                              | Parti travailliste                                  | SOC                  | Royaume-Uni                |
| Günter Topmann                                                                                             | Parti social-démocrate d'Allemagne                  | SOC                  | Allemagne                  |
| Raymond Tourrain à partir du 5 décembre 1986                                                               | Rassemblement pour la République                    | RDE                  | France                     |
| Michel Toussaint                                                                                           | Parti réformateur libéral                           | LIB                  | Belgique                   |
| Giovanni Travaglini à partir du 14 juin 1988                                                               | Démocratie chrétienne                               | PPE                  | Italie                     |
| Alberto Tridente à partir du 24 septembre 1985                                                             | Démocratie prolétarienne                            | ARC                  | Italie                     |
| Antonino Tripodi jusqu'au 19 août 1988                                                                     | Mouvement social italien - Droite nationale         | GDE                  | Italie                     |
| Renzo Trivelli                                                                                             | Parti communiste italien                            | COM                  | Italie                     |
| Osvalda Trupia                                                                                             | Parti communiste italien                            | COM                  | Italie                     |
| Frederick Tuckman                                                                                          | Parti conservateur et unioniste                     | DE                   | Royaume-Uni                |
| Amédée Turner                                                                                              | Parti conservateur et unioniste                     | DE                   | Royaume-Uni                |
| Ioánnis Tzoúnis                                                                                            | Nouvelle Démocratie                                 | PPE                  | Grèce                      |
| Jakob von Uexküll à partir du 5 novembre 1987                                                              | Alliance 90/Les Verts                               | ARC                  | Allemagne                  |
| Maurizio Valenzi                                                                                           | Parti communiste italien                            | COM                  | Italie                     |
| José Valverde López à partir du 6 juillet 1987                                                             | Alianza Popular                                     | DE                   | Espagne                    |
| Jaak Vandemeulebroucke                                                                                     | Volksunie                                           | ARC                  | Belgique                   |
| Marijke van Hemeldonck                                                                                     | Parti socialiste                                    | SOC                  | Belgique                   |
| Jean-Marie Vanlerenberghe à partir du 20 mars 1986                                                         | Union pour la démocratie française                  | PPE                  | France                     |
| Karel Van Miert jusqu'au 1er novembre 1985                                                                 | Parti socialiste                                    | SOC                  | Belgique                   |
| Peter Vanneck                                                                                              | Parti conservateur et unioniste                     | DE                   | Royaume-Uni                |
| Grigóris Várfis jusqu'au 5 janvier 1985                                                                    | Mouvement socialiste panhellénique                  | SOC                  | Grèce                      |
| Marie-Claude Vayssade                                                                                      | Parti socialiste                                    | SOC                  | France                     |
| José Vázquez Fouz 1er janvier 1986 — 5 juillet 1987 à partir du 6 juillet 1987                             | Parti socialiste ouvrier espagnol                   | SOC                  | Espagne                    |
| Luis Vega y Escandon 1er janvier 1986 — 5 juillet 1987                                                     | Parti démocrate populaire                           | PPE                  | Espagne                    |
| Simone Veil                                                                                                | Union pour la démocratie française                  | LIB                  | France                     |
| Herman Verbeek jusqu'au 15 décembre 1986                                                                   | Parti politique des radicaux                        | ARC                  | Pays-Bas                   |
| Josep Verde i Aldea 1er janvier 1986 — 5 juillet 1987 à partir du 6 juillet 1987                           | Parti socialiste ouvrier espagnol                   | SOC                  | Espagne                    |
| Willem Vergeer                                                                                             | Appel chrétien-démocrate                            | PPE                  | Pays-Bas                   |
| Paul Vergès                                                                                                | Parti communiste français                           | COM                  | France                     |
| Jacques Vernier                                                                                            | Rassemblement pour la République                    | RDE                  | France                     |
| Willy Vernimmen                                                                                            | Parti socialiste                                    | SOC                  | Belgique                   |
| Heinz Oskar Vetter                                                                                         | Parti social-démocrate d'Allemagne                  | SOC                  | Allemagne                  |
| Nikólaos Vgenópoulos jusqu'au 27 décembre 1985                                                             | Mouvement socialiste panhellénique                  | SOC                  | Grèce                      |
| Phili Viehoff                                                                                              | Parti travailliste                                  | SOC                  | Pays-Bas                   |
| Ben Visser                                                                                                 | Parti travailliste                                  | SOC                  | Pays-Bas                   |
| Silvio Vitale à partir du 6 juin 1988                                                                      | Mouvement social italien - Droite nationale         | GDE                  | Italie                     |
| Kurt Vittinghoff                                                                                           | Parti social-démocrate d'Allemagne                  | SOC                  | Allemagne                  |
| Thomas von der Vring                                                                                       | Parti social-démocrate d'Allemagne                  | SOC                  | Allemagne                  |
| Manfred Wagner                                                                                             | Parti social-démocrate d'Allemagne                  | SOC                  | Allemagne                  |
| Gerd Walter                                                                                                | Parti social-démocrate d'Allemagne                  | SOC                  | Allemagne                  |
| Kurt Wawrzik                                                                                               | Union chrétienne-démocrate d'Allemagne              | PPE                  | Allemagne                  |
| Beate Weber                                                                                                | Parti social-démocrate d'Allemagne                  | SOC                  | Allemagne                  |
| Rudolf Wedekind                                                                                            | Union chrétienne-démocrate d'Allemagne              | PPE                  | Allemagne                  |
| Michael Welsh                                                                                              | Parti conservateur et unioniste                     | DE                   | Royaume-Uni                |
| Charles Wendeling à partir du 24 mai 1989                                                                  | Parti socialiste                                    | SOC                  | France                     |
| Norman West                                                                                                | Parti travailliste                                  | SOC                  | Royaume-Uni                |
| Klaus Wettig                                                                                               | Parti social-démocrate d'Allemagne                  | SOC                  | Allemagne                  |
| Heidemarie Wieczorek-Zeul jusqu'au 1er mars 1987                                                           | Parti social-démocrate d'Allemagne                  | SOC                  | Allemagne                  |
| Florus Wijsenbeek                                                                                          | Parti populaire libéral et démocrate                | LIB                  | Pays-Bas                   |
| Karl von Wogau                                                                                             | Union chrétienne-démocrate d'Allemagne              | PPE                  | Allemagne                  |
| Joseph Wohlfart à partir du 28 avril 1988                                                                  | Parti ouvrier socialiste luxembourgeois             | SOC                  | Luxembourg                 |
| Claude Wolff                                                                                               | Union pour la démocratie française                  | LIB                  | France                     |
| Eisso Woltjer                                                                                              | Parti travailliste                                  | SOC                  | Pays-Bas                   |
| Francis Wurtz                                                                                              | Parti communiste français                           | COM                  | France                     |
| Mario Zagari                                                                                               | Parti socialiste italien                            | SOC                  | Italie                     |
| Hans-Jürgen Zahorka                                                                                        | Union chrétienne-démocrate d'Allemagne              | PPE                  | Allemagne                  |
| Axel Zarges                                                                                                | Union chrétienne-démocrate d'Allemagne              | PPE                  | Allemagne                  |
| Spyrídon Zournatzís à partir du 9 février 1989                                                             | Union politique nationale                           | GDE                  | Grèce                      |

## Non-inscrits
| Nom                                                                                           | Parti                         | Pays        |
| --------------------------------------------------------------------------------------------- | ----------------------------- | ----------- |
| Rafael Calvo Ortega                                                                           | Centre démocratique et social | Espagne     |
| José Emilio Cervera Cardona à partir du 6 juillet 1987                                        | Centre démocratique et social | Espagne     |
| Roberto Cicciomessere en remplacement d'Emma Bonino à partir du 12 septembre 1984             | Radicaux italiens             | Italie      |
| José Coderch Planas à partir du 6 juillet 1987                                                | Centre démocratique et social | Espagne     |
| Carmen Díez de Rivera à partir du 6 juillet 1987                                              | Centre démocratique et social | Espagne     |
| José Antonio Escudero En remplacement de Federico Mayor Zaragoza à partir du 17 décembre 1987 | Centre démocratique et social | Espagne     |
| José María Montero Zabala à partir du 6 juillet 1987                                          | Union populaire               | Espagne     |
| Raúl Morodo Leoncio à partir du 6 juillet 1987                                                | Centre démocratique et social | Espagne     |
| Giovanni Negri en remplacement de Enzo Tortora à partir du 13 avril 1988                      | Radicaux italiens             | Italie      |
| Ian Paisley                                                                                   | Parti unioniste démocrate     | Royaume-Uni |
| Marco Pannella                                                                                | Radicaux italiens             | Italie      |
| Eduard Punset à partir du 6 juillet 1987                                                      | Centre démocratique et social | Espagne     |
| Jef Ulburghs                                                                                  | Parti socialiste              | Belgique    |
| Leen van der Waal                                                                             | Parti politique réformé       | Pays-Bas    |